# Paulišita
La paulišita és un mineral de la classe dels carbonats. Rep el nom en honor al mineralogista i geòleg txec Petr Pauliš (n. 1956).

## Característiques
La paulišita és un carbonat de fórmula química Ca₂Zn(CO₃)₃·2H₂O. Va ser aprovada com a espècie vàlida per l'Associació Mineralògica Internacional en el mes de juliol de l'any 2023, i publicada gairebé un any més tard. Cristal·litza en el sistema monoclínic.
Les mostres que van servir per a determinar l'espècie, el que es coneix com a material tipus, es troben conservades a les col·leccions del departament de mineralogia i petrologia del Museu Nacional de Praga, a la República Txeca, amb el número de catàleg: P1P 9/2023, i a les col·leccions del Museu d'Història Natural de la Universitat de Pisa (Itàlia), amb el número de catàleg: 20064.

## Formació i jaciments
Va ser descoberta a Staročeské Lode, a la localitat de Kutná Hora, dins el districte homònim (Bohèmia Central, República Txeca), sent aquest l'únic indret de tot el planeta on ha estat descrita aquesta espècie mineral.